# Veronika Tsepkalo
Veranika Tsapkala (em bielorrusso:  Вераніка Цапкала) ou Veronika Tsepkalo (em russo:  Вероника Цепкало) é uma activista política bielorrussa.

## Activismo eleitoral em 2020
Quando o marido de Tsepkalo, Valery Tsepkalo, anunciou a sua participação nas eleições presidenciais da Bielorrússia de 2020, Tsepkalo acompanhou-o nas suas viagens. A 14 de julho de 2020 foi negado a Valery o registo como candidato presidencial na Bielorrússia. Logo depois deste acontecimento, a sede dos candidatos da oposição uniu as suas campanhas - Svetlana Tikhanovskaya, Valery Tsepkalo, Viktor Babariko. A partir da unificação dessas campanhas, Veronika tornou-se representante do marido nos comícios de campanha de Tikhanovskaya, enquanto Valery e os seus filhos deixaram o país por temerem pela sua segurança. Além disso, durante toda a campanha, Veronika foi constantemente pressionada pelo governo, por exemplo, com a obtenção de informações na escola onde as crianças estudam. A sua irmã Natalia Leonyuk foi também convocada para testemunhar contra Valery Tsepkalo.
A 30 de julho de 2020, durante um comício em Minsk, Veronika falou sobre os assuntos pessoais da sua família e citou a falsificação de um processo criminal contra a sua mãe, que na época já estava em estado grave de saúde. Temendo pela perda da sua liberdade como resultado da perseguição política, ela fugiu do país na véspera das eleições presidenciais da Bielorrússia de 2020, juntando-se ao marido em Moscovo. Ela votou pela embaixada da Bielorrússia em Moscovo.
Após a eleição de 9 de agosto, onde o presidente em exercício Alexander Lukashenko declarou vitória apesar das alegações de fraude, Tsepkalo pediu a outros países que reconhecessem Tikhanovsakaya como o presidente legitimamente eleita da Bielorrússia.
No dia 19 de agosto de 2020 foi relatado que Tsepkalo estava na Polónia com o marido e os filhos.
A 8 de setembro, foi relatado que Tsepkalo estava na Ucrânia.